# AGM-114 Hellfire
Pour les articles homonymes, voir Hellfire et AGM.
L'AGM-114 Hellfire (hellfire signifie en français « feu de l'enfer ») est un missile antichar à guidage laser semi-actif, ou à guidage radar (de type tire et oublie) en fonction des versions. Il est fabriqué par l'entreprise de défense américaine Lockheed Martin. Il est principalement utilisé sur les hélicoptères, notamment sur l'AH-64 Apache, mais également sur des drones tels que les MQ-1 Predator et MQ-9 Reaper et, depuis 2017, à bord de navires de guerre. Très polyvalent, il peut être employé contre tout type de véhicule, mais aussi contre des bâtiments. Sa portée relativement longue permet au lanceur de rester à l'abri, voire invisible.

## Développement
Le programme de développement d'un missile antichar à guidage par laser de type «fire and forget » a été lancé en 1971 sous le nom « Helicopter Launched Fire and Forget Missile » (menant à l'acronyme Hellfire). Le développement et les tests du guidage laser et de ses composants continuèrent jusqu'en 1976. En Octobre de cette année là, Rockwell a obtenu le contrat de développement pour le missile désigné AGM-114A Hellfire. Martin Marietta (aujourd'hui Lockheed Martin) ayant offert un prix moins élevé pour le Hellfire de Rockwell, Martin Marietta devient finalement partenaire à part égale dans le contrat. Les tirs d'essai des prototypes du missile YAGM-114A ont commencé à la fin de 1978, et les essais de fonctionnement par l'armée américaine ont été achevés en 1981. La production a été approuvée en 1982, et la capacité opérationnelle de l'AGM-114A par l'armée américaine a été atteinte en 1985.
Les premières versions (A, B et C) ont été construites à partir de 1982 et jusqu'en 1989. Une version intermédiaire (la F) fut produite ensuite jusqu'à l'arrivée des versions Hellfire II depuis 1993.
Dans les années 2000, plus de 20 000 exemplaires ont été livrés à 17 États, la France en recevant dans les années 2010 pour ses hélicoptères de combat Tigre.
Un programme est en cours pour le remplacer ainsi que d'autres missiles air-sol, il s'agit du AGM-179 JAGM (en) dont une partie est basée sur le AGM-114R qui a atteint sa capacité opérationnelle initiale en 2022.
Un programme d'urgence développé en 2024 durant la crise de la mer Rouge permet au AGM-114L Longbow Hellfire a guidage radar embarqué à bord de Classe Freedom (littoral combat ship) d'engager des drones aériens volant à basse vitesse. Cette capacité étant utilisé également depuis des hélicoptères AH-64.

## Caractéristiques
Le Hellfire II a une portée de 8 km et une précision d'environ 1 m, sa vitesse est de Mach 1,3, en 12 secondes il parcourt 3,75 km et en 37 secondes les 8 km. Il peut adopter plusieurs configurations de vol, volant à une altitude de 183 m pour une cible à 6 km ou 274 ou 488 m pour une cible à 8 km. Il peut emporter trois types de charge militaire, une High Explosive Anti-Tank anti-blindé, à fragmentation ou thermobarique (dénommée Metal Augmented Charge).

## Version AGM-114A Hellfire de base
- cibles : chars, véhicules blindés.
- portée : 8 000 m
- Guidage : laser semi-actif.
- charge : 8 kg charge HEAT.
- longueur : 163 cm
- Masse : 45 kg

## Autres versions militaires
AGM-114B/C Hellfire de base
- M120E1 propulseur réduisant les gaz d’échappement visibles.
- AGM-114B a une électronique de type SAD (Safe/Arming Device) pour une utilisation sécurisée depuis un navire.
- Coût unitaire: 25 000 dollars

AGM-114F Hellfire intérimaire
- Cibles : chars, véhicules blindés.
- Portée : 7 000 m
- Guidage : laser semi-actif.
- Charge : 9 kg charge en tandem HEAT.
- Longueur : 180 cm
- Masse : 48,5 kg

AGM-114K Hellfire II
- Cibles : tous types de blindés.
- portée : 8 000 m
- Guidage : laser semi-actif avec insensibilisation électro-optique face aux contre-mesures. Amélioration de l’autopilote numérique permettant la ré-acquisition de cible après une perte du signal laser. Nouvelle électronique SAD
- Charge : 9 kg charge en tandem HEAT
- Longueur : 163 cm
- Masse : 45,4 kg
- Coût unitaire : 65 000 $
- Essentiellement la version AGM-114J avec électronique SAD.

AGM-114L Longbow Hellfire
- Cibles : tout type de blindés
- Portée : 8 000 m
- Guidage : de type « tir et oublie », guidage radar à onde courte, couplé à un guidage inertiel. Capacité de guidage même par temps difficile et malgré la présence d’éléments encombrants sur le champ de bataille.
- Charge : 9 kg, charge creuse en tandem HEAT.
- Longueur : 176 cm
- Masse : 49 kg

AGM-114M Hellfire II

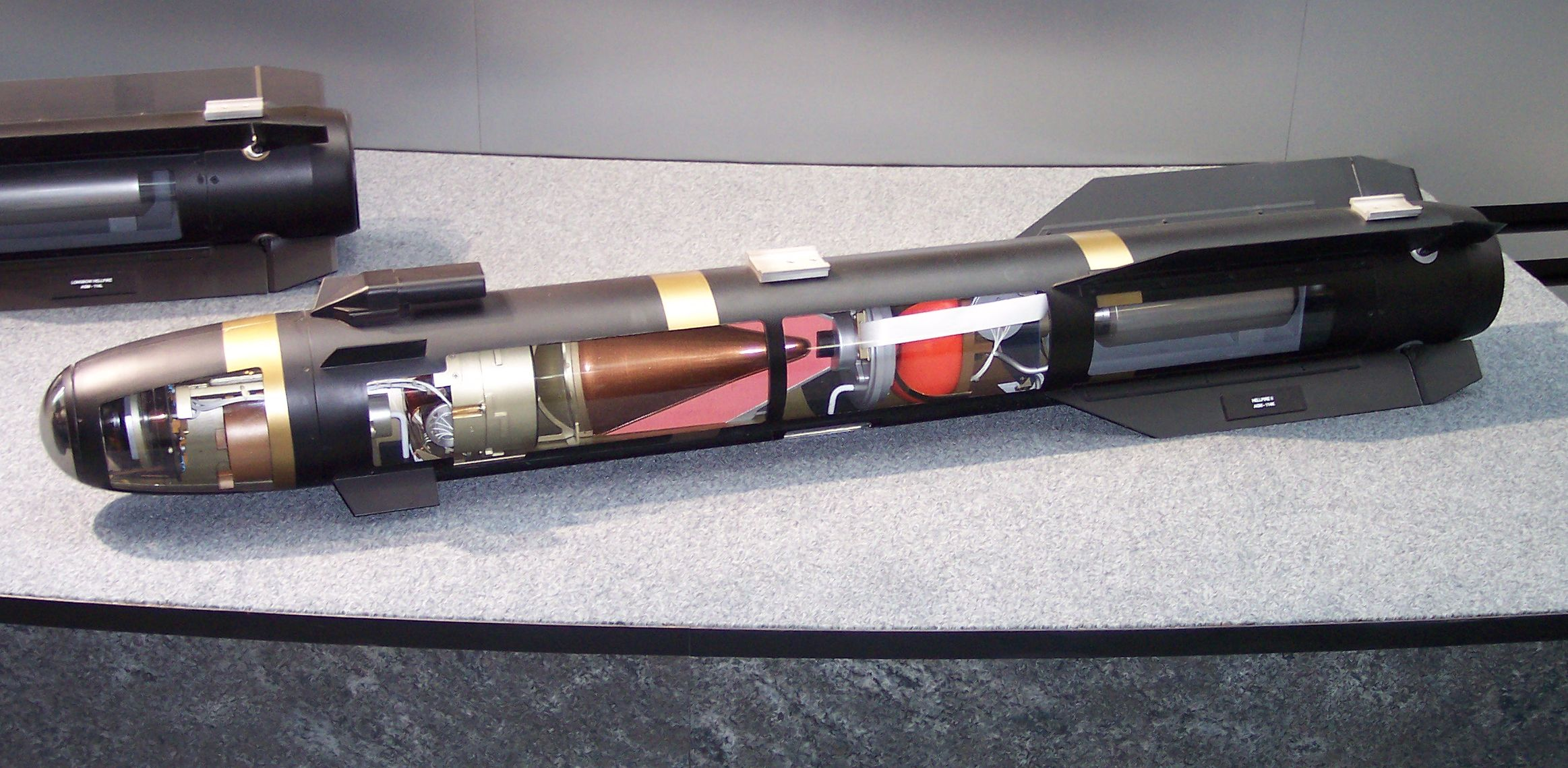
Vue en coupe d'une version Hellfire II.

- Cibles : bunkers, véhicules légers, cibles non blindées, souterrains peu profonds.
- Portée : 8 000 m
- Guidage : laser semi-actif.
- Charge : à fragmentation et incendiaire.
- Longueur : 163 cm
- Masse : 48,2 kg

AGM-114N Hellfire II
- Cibles : baraquements, navires, cibles urbaines, DCA.
- Portée : 8 000 m
- Guidage : laser semi-actif.
- Charge : Thermobarique.
- Longueur : 163 cm
- Masse : 48 kg

AGM-114P/P+ Hellfire II
- Variante du AGM-114K optimisée pour l'utilisation depuis les drones volant à haute altitude.

AGM-114R Hellfire II
- Cibles : bunkers, véhicules légers, cibles urbaines non blindées et caves.
- Portée : 8 000 m
- Guidage : laser semi-actif.
- Charge : à fragmentation améliorée, optimisation de la dispersion des fragments (Integrated Blast Frag Sleeve — IBFS)
- Masse : 50 kg
- Vitesse : Mach 1,3

## Version R9X pour cibles humaines
Le R9X est une version du missile destinée à atteindre une cible humaine en réduisant les dommages collatéraux. Le missile n'a pas de charge explosive et ne produit donc pas d'effet de souffle. La létalité de l'arme est assurée par l'énergie cinétique et par six grandes lames qui se déploient en étoile. Des photos de la voiture supposément frappée par un R9X en Syrie en 2017 montrent un énorme trou dans le toit du véhicule, un intérieur déchiqueté mais l'avant, les portières et l'arrière de la voiture sont intacts, le parebrise et la lunette arrière sont abimés mais encore en place. 
Cette arme, dont l'existence n'a jamais été officiellement confirmée ni par le Pentagone, ni par la CIA, est surnommée « Ninja Bomb », pour la précision avec laquelle elle tue sa cible à l'aide de lames, sans faire de dégâts collatéraux, à la manière des Ninjas, ou « Flying Ginsu » (en français le « Ginsu volant ») en référence à une publicité télévisée célèbre aux États-Unis dans les années 1980 pour les couteaux de cuisine de la marque Ginsu, capables de couper proprement même à travers des canettes en aluminium. Développé sous la présidence Obama, le R9X est déployé en secret depuis 2017, son existence n'a été révélée qu'en 2019. The Wall Street Journal, qui a publié une enquête en 2019 sur l'emploi de ce missile, rapporte qu'il a été utilisé à plusieurs reprises en Libye, en Syrie, en Irak, au Yémen et en Somalie. Le Hellfire R9X aurait notamment été utilisé pour tuer Jamal Ahmad Mohammad Al Badawi (en), agent d'Al-Qaïda au Yémen, accusé d'avoir commandité l'attentat contre l'USS Cole,  Qassam al-Urduni et de Bilal al-Sanaani, deux commandants de l'organisation djihadiste active en Syrie Tanzim Hurras ad-Din, tués dans leur voiture le 14 juin 2020 à Idleb en Syrie, Abu Khayr al-Masri (en), un autre membre dirigeant d'Al-Qaïda, ou encore le no 1 d'Al-Qaïda, Ayman Al-Zawahiri, successeur d'Oussama ben Laden et tué le 31 juillet 2022 sur le balcon de sa maison à Sherpur, un quartier aisé de Kaboul,,. Dans tous ces cas, le ou les missiles auraient été tirés depuis un drone.

## Opérateurs militaires
- Australie[13]
- Égypte
- France
- Grèce
- Italie
- Iran (Qaem-114, copie iranienne sans licence)
- Irak
- Israël
- Japon
- Koweït
- Liban[14]
- Maroc, équipant les MQ-1 Predator
- Pays-Bas
- Pologne (800 AGM-114R2 Hellfire II commandés en 2023 pour 150 millions de dollars, doivent armer les hélicoptères Leonardo AW149[15])
- Norvège
- Qatar
- Arabie saoudite
- Singapour
- Espagne (ils équipent les hélicoptères Sikorsky SH-60 Seahawk de l'Armada espagnole[16].)
- Suède (RBS-17)
- Taïwan (un millier équipant 29 hélicoptères AH-64 en 2021)[17]
- Thaïlande
- Turquie
- Émirats arabes unis
- Royaume-Uni
- Ukraine
- États-Unis

## Vecteurs

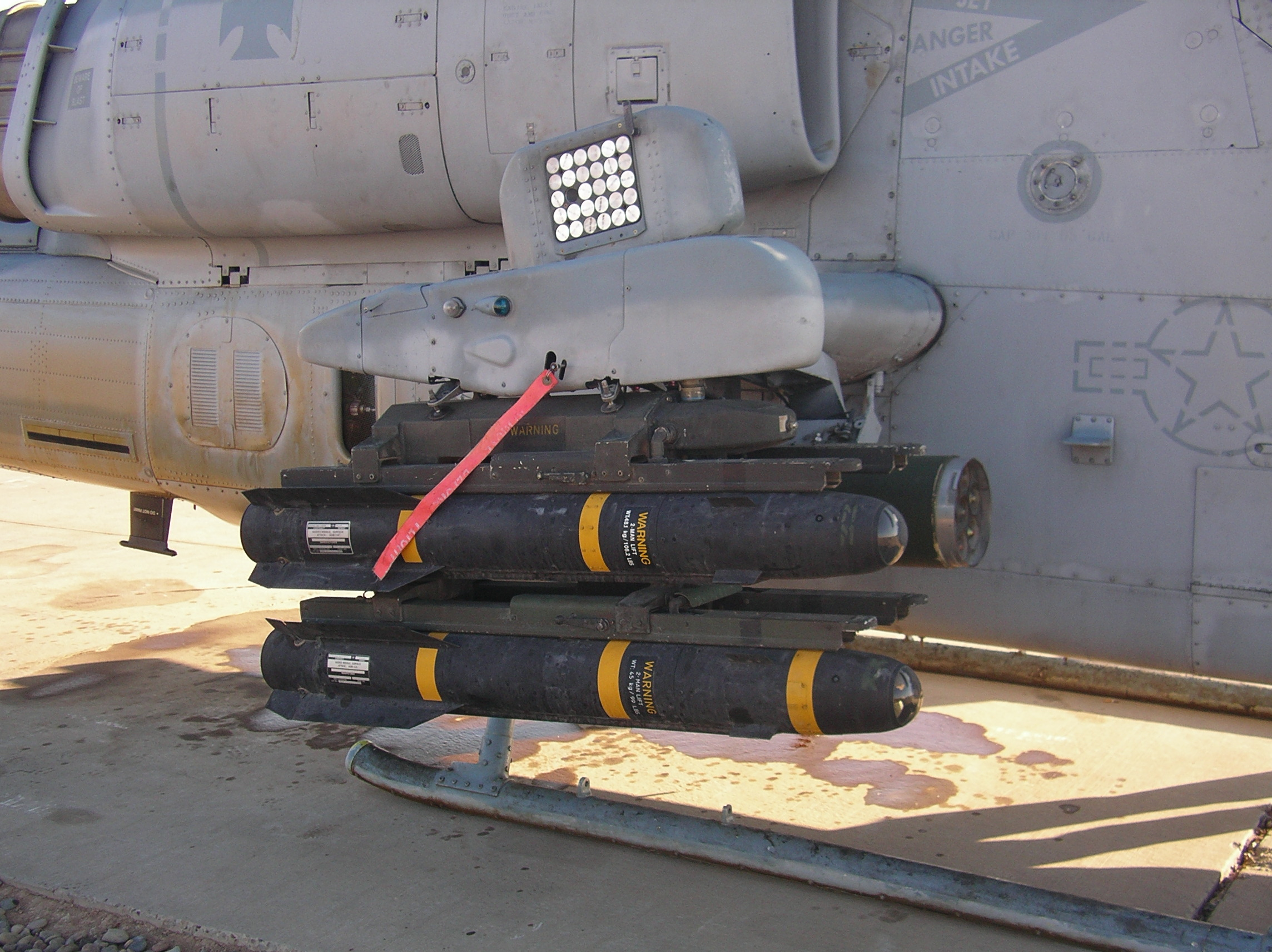
Hellfire sous un AH-1W Super Cobra des Marines en Irak en 2005.

- AH-1 Cobra
- OH-58 Kiowa
- AH-64 Apache
- Eurocopter Tigre
- A129 Mangusta
- MQ-1 Predator
- MQ-9 Reaper
- Littoral Combat Ship[18]

## Armes du même type
- Trigat-LR
- Spike-LR
- Brimstone
- Mokopa
- Akeron-LP

## Au combat
Sa première utilisation au combat a lieu lors de l'invasion du Panama par les États-Unis, lors de laquelle 7 missiles sont tirés par des AH-64 Apache le 20 décembre 1989. Durant l'Opération Tempête du désert, ce missile est la première et la dernière munition utilisée. Entre 2 900 à 4 000 Hellfire sont tirés, dont on estime que 80 à 90 % ont atteint leur cible.
Il est utilisé ensuite, entre autres, durant la guerre d'Afghanistan (2001-2021). Lors des attaques aériennes américaines au Pakistan par la CIA (sur drone) ayant pour cible les Talibans, il est reconnu comme une arme redoutable. Son impact est tel qu'en visant un bâtiment, il peut décimer les personnes y demeurant. En utilisation groupée de la même arme, une maison peut être démolie.